# Saison 2009-2010 de Liège Basket
La saison 2009-2010 de Liège Basket est la 43e saison du club et la 10e saison dans l'élite.

## Effectif
| No | Joueur                 | Poste              | Taille (cm) | Naissance  | Nationalité        |
| -- | ---------------------- | ------------------ | ----------- | ---------- | ------------------ |
| 4  | Xavier Collette        | Meneur             | 184         | 24/04/1985 | Belgique           |
| 6  | Adrian Banks           | Arrière            | 188         | 09/02/1986 | États-Unis         |
| 7  | Alex Ruoff             | Ailier/Arrière     | 208         | 28/08/1986 | États-Unis         |
| 8  | Olivier Troisfontaines | Arrière/Ailier     | 192         | 26/10/1989 | Belgique           |
| 9  | Geoffrey Hockins       | Meneur             | 188         | 28/01/1988 | Belgique           |
| 10 | Will Thomas            | Ailier fort        | 203         | 01/07/1986 | États-Unis         |
| 12 | Michael Green          | Meneur             | 208         | 23/06/1985 | États-Unis         |
| 13 | Pierre-Antoine Gillet  | Ailier/Pivot       | 202         | 16/04/1991 | Belgique           |
| 14 | Mikhael Linskens       | Meneur             | 193         | 21/04/1987 | Belgique           |
| 15 | Josh Duncan            | Ailier fort        | 203         | 12/06/1986 | États-Unis         |
| 16 | Kristof Ongenaet       | Ailier             | 203         | 29/04/1985 | Belgique           |
| 18 | Ivan Papac             | Meneur/Ailier fort | 207         | 23/06/1987 | Croatie            |
|    | Guy Muya Muboyayi      | Arrière            | 193         | 23/05/1983 | Belgique           |
|    | Andrija Stipanović     | Pivot              | 208         | 27/01/1984 | Bosnie-Herzégovine |

Coach : Dario Gjergja ( Croatie)